# Orthe
Ne doit pas être confondu avec Pays d'Orthe ou Othe.
L'Orthe est une rivière française qui coule dans les départements de la Mayenne et de la Sarthe, et un affluent de la Sarthe en rive droite, donc un sous-affluent de la Loire par la Maine.

## Géographie
L'Orthe prend sa source dans les hautes collines (352 m) du canton de Bais sur le territoire de la commune d'Izé, dans le département de la Mayenne. Dès sa naissance, elle adopte la direction de l'est. Elle laisse à droite Saint-Pierre-sur-Orthe, et entre dans le département de la Sarthe à la Grande-Forge. Elle passe au nord du Mont-Saint-Jean, reçoit à droite, le ruisseau de Defais, sorti des étangs de la forêt de Sillé, et arrose Douillet, à 2 km en amont de son confluent avec la Sarthe. Sa longueur est de 35,1 km
La plus grande partie de son bassin versant se trouve au sein du parc naturel régional Normandie-Maine

### Communes et cantons traversés
L'Orthe traverse ou longe d'amont en aval, les communes suivantes :
- département de la Mayenne : Izé, Saint-Martin-de-Connée et Saint-Pierre-sur-Orthe.
- département de la Sarthe : Mont-Saint-Jean, Montreuil-le-Chétif et Douillet.

## Hydrologie
L'Orthe est une rivière assez abondante, comme l'ensemble des affluents de la Sarthe issus de la partie nord et surtout nord-ouest de son bassin versant. 

### L'Orthe à Douillet
Son débit a été observé durant une période de 16 ans (1992-2007), à Douillet, localité du département de la Sarthe située au niveau de son confluent avec la Sarthe. Le bassin versant de la rivière est de 126 km2.
Le débit moyen interannuel ou module de la rivière à Douillet est de 1,20 m3/s.
L'Orthe présente des fluctuations saisonnières de débit bien marquées, avec des hautes eaux d'hiver portant le débit mensuel moyen à un niveau situé entre 1,90 et 2,58 m3/s, de décembre à mars inclus (avec un maximum bien net en janvier). Dès le mois d'avril, le débit moyen de la rivière baisse rapidement, et cette baisse se poursuit jusqu'à la période des basses eaux. Celles-ci ont lieu en été et au début de l'automne, de la mi-juin au début d'octobre, entraînant une baisse du débit moyen mensuel allant jusqu'à 0,354 m3/s au mois de septembre. À partir du mois d'octobre le débit remonte rapidement. Cependant les fluctuations de débit sont plus prononcées sur de plus courtes périodes et d'après les années.

### Étiage ou basses eaux
À l'étiage, le VCN3 peut chuter jusque 0,130 m3/s, en cas de période quinquennale sèche, soit 130 litres par seconde, ce qui n'est pas du tout sévère pour un petit cours d'eau de ces dimensions.

### Crues
Les crues peuvent être importantes, compte tenu de la taille modeste de la rivière et de son bassin versant. Les QIX 2 et QIX 5 valent respectivement 11 et 16 m3/s. Le QIX 10 est de 20 m3/s et le QIX 20 de 23 m3/s, tandis que le QIX 50 n'a pas été calculé étant donné l'insuffisance de la durée d'observation des débits, mais est estimé à 26 m3/s.
Le débit instantané maximal enregistré à la station hydrométrique de Douillet durant cette période, a été de 19,2 m3/s le 5 janvier 2001, tandis que la valeur journalière maximale était de 15,8 m3/s le même jour. En comparant la première de ces valeurs à l'échelle des QIX de la rivière, il apparaît que cette crue était à peine d'ordre décennal, et donc destinée à se reproduire assez fréquemment.

### Lame d'eau et débit spécifique
L'Orthe est une rivière abondante et bien alimentée par les précipitations de son bassin. La lame d'eau écoulée dans son bassin versant est de 301 millimètres annuellement, ce qui est certes quelque peu inférieur à la moyenne d'ensemble de la France, mais est nettement supérieur à la moyenne du bassin de la Sarthe (201 millimètres à Saint-Denis-d'Anjou - sans le Loir) et de la Mayenne (297 mm sans l'Oudon). Le débit spécifique de la rivière (ou Qsp) se monte à 9,5 litres par seconde et par kilomètre carré de bassin.